# سيطرة المجلس الانتقالي الجنوبي على سقطرى
```
في 21 يونيو 2020، استولى 
المجلس الانتقالي الجنوبي
 المدعوم من 
الإمارات العربية المتحدة
 على 
محافظة أرخبيل سقطرى
 . 
[
1
]
 
[
2
]
```

## خلفية

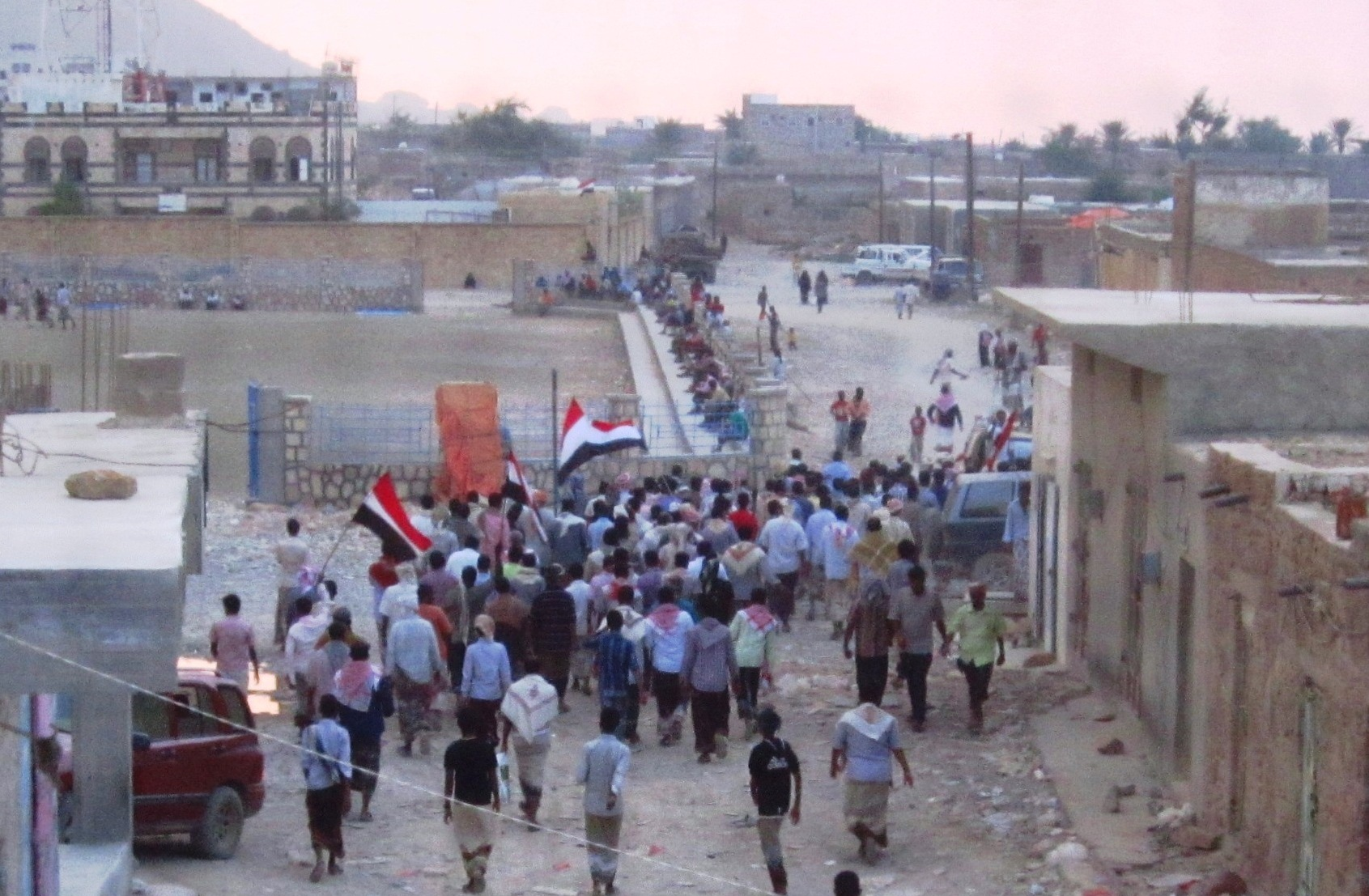
المتظاهرون في حديبو خلال الربيع العربي

وبعد وصول الربيع العربي إلى عاصمة الجزيرة حديبو ، بدأ السكان المحليون بالثورة ضد الرئيس اليمني آنذاك علي عبد الله صالح . خلال هذه الفترة من عدم الاستقرار، سعت دولة الإمارات العربية المتحدة إلى توسيع حضورها في المنطقة، وتأطير أنشطتها في شكل مهام مساعدات إنسانية. وقد ساهم هذا الانخراط في زيادة تسييس وعسكرة سقطرى. 
وتبعت الاحتجاجات في سقطرى نمط الاحتجاجات في اليمن، حيث دعت إلى "الإصلاح السياسي" و" إنهاء النظام وفساده". مع تزايد إمكانية الوصول إلى الإنترنت ، انقسم السكان المحليون إلى معسكرين: أولئك الذين يطالبون بمحافظة سقطرى مستقلة عن محافظة حضرموت في شرق اليمن، وأولئك الذين يطالبون بمنطقة فيدرالية تتمتع بالحكم الذاتي . في عام 2013، أصبحت أرخبيل سقطرى محافظة سقطرى . 
ضربت سلسلة من الأعاصير، تشابالا وميغ في عام 2015 وميكونو في عام 2018، الأرخبيل    مما تسبب في أضرار جسيمة للبنية التحتية للجزيرة الرئيسية والمنازل والطرق والطاقة. ونتيجة للتأثيرات الجماعية التي خلفتها الأعاصير، أرسلت الإمارات العربية المتحدة سفينة مساعدات وطائرة محملة بالبطانيات والخيام وبراميل من المواد الغذائية.  كما قام الإماراتيون بإعادة بناء البنية التحتية وأنشأوا مدينة الشيخ زايد وأعادوا بناء ميناء حديبو والمطار . ولم تكن عادة الإمارات العربية المتحدة في تشغيل وتوسيع البنى التحتية ممارسة جديدة عليها، فقد فعلت الشيء نفسه مع مدن الموانئ المخا وعدن والمكلا ؛ وبذلك أقامت علاقات مع الجماعات والميليشيات المرتبطة بالحراك الجنوبي ، وأبرزها المجلس الانتقالي الجنوبي . 
وفي عام 2016، زادت الإمارات العربية المتحدة الإمدادات التي تقدمها إلى سقطرى، والتي تم إهمالها بسبب المخاوف الملحة في البر الرئيسي أثناء الصراع المستمر . وفي أكتوبر 2016، هبطت طائرة الشحن رقم 31 في مطار سقطرى وعلى متنها طنين من المساعدات.   وفي ذلك الوقت، أنشأت الإمارات العربية المتحدة أيضًا قاعدة عسكرية غير قانونية على الجزيرة كجزء من التدخل الذي تقوده المملكة العربية السعودية . 
وفي عام 2017، تم نشر قوات إماراتية في الجزيرة كجزء من التدخل الذي تقوده المملكة العربية السعودية. كما قدمت الإمارات العربية المتحدة أكثر من ملياري دولار كمساعدات لليمن، مع توجيه جزء كبير من هذا التمويل إلى جزيرة سقطرى. أثارت هذه الإجراءات انتقادات وأدت إلى شائعات تشير إلى أن الإمارات العربية المتحدة حاولت احتلال الجزيرة.    ونفت الإمارات العربية المتحدة هذه الإدعاءات. 

## الاحتلال الإماراتي في 2018
في 30 أبريل/نيسان 2018، أرسلت الإمارات أكثر من مائة جندي مزود بالمدفعية والمركبات المدرعة إلى أرخبيل سقطرى اليمني في قناة حرس الحدود دون تنسيق مسبق مع الحكومة اليمنية، ما تسبب في تدهور العلاقات بين البلدين. تكون الانتشار الأولي من طائرات عسكرية إماراتية تحمل أكثر من خمسين جنديًا إماراتيًا ومركبتين مدرعتين، تلا ذلك طائرتان أخريان تحملان جنودًا إضافيين ودبابات ومركبات مدرعة أخرى.   وذكرت قناة الجزيرة أنه بعد وقت قصير من هبوطها، قامت القوات الإماراتية بطرد الجنود اليمنيين المتمركزين في المنشآت الإدارية مثل مطار سقطرى والموانئ البحرية حتى إشعار آخر، وتم رفع علم الإمارات العربية المتحدة فوق المباني الحكومية الرسمية في حديبو .  في 14 مايو تم التوصل إلى اتفاق بين الإمارات العربية المتحدة واليمن والذي شهد استعادة اليمن السيطرة الإدارية ونشر القوات السعودية أيضًا في الجزيرة. 
منذ عام 2019، وسعت قوات الحزام الأمني التابعة للمجلس الانتقالي الجنوبي المدعومة من الإمارات العربية المتحدة من تواجدها في الجزيرة بشكل كبير. وينحدر المقاتلون المشاركون في هذه الحرب في المقام الأول من عدن والمناطق الجنوبية الغربية من اليمن. 

## الاستحواذ
بين أبريل ويونيو 2020، نشرت الإمارات العربية المتحدة مئات المرتزقة في سقطرى، وسيطرت على مواقع رئيسية في جميع أنحاء الجزيرة، بما في ذلك العاصمة حديبو . 
في 21 يونيو/حزيران 2020، سيطر المجلس الانتقالي الجنوبي على منشآت حكومية وقواعد عسكرية في جزيرة سقطرى، بعد معارضة محافظ الجزيرة رمزي محروس لإنشاء قوة محلية موالية للإمارات. وأدى هذا الإجراء إلى انسحاب سريع للقوات السعودية من المنطقة. ومثلت سيطرة المجلس الانتقالي الجنوبي تحولا كبيرا في السيطرة، مما سمح للإمارات العربية المتحدة بممارسة سلطة غير مباشرة على سقطرى. وتشير التقارير إلى أن أجور سكان سقطرى تدفعها الإمارات العربية المتحدة. بالإضافة إلى ذلك، انشقت وحدة من خفر السواحل اليمني المحلي وانضمت إلى المجلس الانتقالي الجنوبي خلال هذه الفترة الانتقالية. 
فر حاكم الأرخبيل لاحقًا إلى عُمان واستمر في حكم الأرخبيل باستخدام تطبيق واتساب .  وبحسب صحيفة لوموند ديبلوماتيك ، فإن " رأفت التقلعي [...] ليس هو القائد الحقيقي، بل خلفان المزروعي، وهو إماراتي يرأس منظمة خيرية في بلاده"، وهو الذي يقف وراء احتلال عام 2018 وهذا الانقلاب. 

## العواقب
وصفت الحكومة اليمنية المعترف بها دوليا بقيادة هادي الاستيلاء في البداية بأنه "انقلاب كامل". 
ويشير تقرير لوكالة فرانس برس في عام 2021 إلى أن أعلام المجلس الانتقالي الجنوبي أصغر بكثير من أعلام الإمارات العربية المتحدة الأكبر حجماً والتي تُرى عند نقاط التفتيش التابعة للشرطة. بالإضافة إلى ذلك، يشير التقرير إلى أن روابط الاتصالات التي تم إنشاؤها حديثًا تتصل مباشرة بشبكات الإمارات العربية المتحدة بدلاً من الشبكة الرسمية لليمن، يمن نت.  
وفي عام 2023، عين المجلس القيادي الرئاسي ، الذي دمج المجلس الانتقالي الجنوبي في الحكومة، التقلي حاكماً شرعياً للأرخبيل. وفي عهده، تم تفريق الاحتجاجات السلمية ضد الانقلاب وتدخل الإمارات في سقطرى بالعنف، وتم اعتقال الصحفيين الذين انتقدوا الانقلاب وضربهم. 